# Sloup Nejsvětější Trojice (Chomutov)
Sloup Nejsvětější Trojice v Chomutově stojí na náměstí 1. máje. Od roku 1958 je chráněn jako kulturní památka.
Základní kámen trojičního sloupu byl za přítomnosti rektora jezuitské koleje Johannese Hankeho položen 16. července 1697. Prostředky na zhotovení věnovala nadace manželů Mikuláše a Alžběty Judity Wolfových. Sloup zhotovil Ambrož Laurentis. Původně stál ve středu náměstí, odkud byl do severozápadní části náměstí přesunut až roku 1962 během restaurování, na kterém se podíleli Ladislav Pícha, Stanislav Hanzl a František Rada.
Tvoří ho vlastní sloup obklopený balustrádou z roku 1725 od černovického Jana Oswalda. Dřík stojí na dvojitém hranolovém podstavci a zakončuje ho kompozitní korintská hlavice zdobená anděly s oboustranným sousoším Nejsvětější Trojice.
Podstavec zdobí čtveřice pískovcových soch svatého Jana Nepomuckého, svatého Jana Křtitele, svaté Rozálie a svaté Kateřiny od Tobiáše Seibergera. Sochy nechala zhotovit rodina Wolfů v roce 1719 a sochaři za ně zaplatila 91 zlatých a třicet krejcarů. Sochy byly původně natřeny olejovými barvami.
Dalších sedm soch světců a dvou světlonošů od Jana Oswalda z let 1725–1732 stojí na balustrádě. Jsou to svatý Florián (patron města), svatý František Xaverský (patron jezuitské koleje), svatý Jan, svatý Linhart, svatý Roch, svatý Viktor (patron města) a svatý Václav. Náklady na balustrádu se sochami dosáhly 150 zlatých.
Vrcholové sousoší tvoří Ježíš Kristus s Pannou Marií po pravé a svatou Annou po levé straně. Druhou stranu představuje svatý Josef s knihou. Nad nimi se nachází Bůh Otec a v podobě holubice Duch svatý.